# Сенегалска многоперка
Сенегалските многоперки (Polypterus senegalus) са вид животни от семейство Многоперкови (Polypteridae).
Те са незастрашен вид.
Таксонът е описан за пръв път от Жорж Кювие през 1870 година.